# Liste der Kreuzerklassen der United States Navy
Diese Liste umfasst bekannte Kreuzerklassen der United States Navy. Einzelne geschützte Kreuzer aus der Frühzeit der Marine, die nicht als Einzelschiffsklasse betrachtet werden, sind nicht enthalten.

## Liste
| Name                   | Klassifizierung | Schiffe (gebaut/jetzt aktiv) | Betriebszeit* |
| ---------------------- | --------------- | ---------------------------- | ------------- |
| New-Orleans-Klasse (1) | PG / CL         | 2/0                          | 1898–1922     |
| Denver-Klasse          | C / PG / CL     | 6/0                          | 1903–1929     |
| Pennsylvania-Klasse    | ACR / CA        | 6/0                          | 1905–1931     |
| St.-Louis-Klasse (1)   | C / CA          | 3/0                          | 1905–1923     |
| Tennessee-Klasse       | ACR / CA / IX   | 4/0                          | 1906–1946     |
| Chester-Klasse         | CL              | 3/0                          | 1908–1921     |
| Omaha-Klasse           | CL              | 10/0                         | 1923–1945     |
| Pensacola-Klasse       | CL / CA         | 2/0                          | 1929–1947     |
| Northampton-Klasse     | CL / CA         | 6/0                          | 1929–1946     |
| Portland-Klasse        | CA              | 2/0                          | 1933–1946     |
| New-Orleans-Klasse (2) | CL / CA         | 7/0                          | 1934–1947     |
| Brooklyn-Klasse        | CL              | 7/0                          | 1937–1947     |
| St.-Louis-Klasse (2)   | CL              | 2/0                          | 1939–1946     |
| Wichita-Klasse         | CA              | 1/0                          | 1939–1947     |
| Atlanta-Klasse         | CL              | 4/0                          | 1941–1956     |
| Oakland-Klasse         | CL              | 4/0                          | 1943–1949     |
| Juneau-Klasse          | CL / CLAA       | 3/0                          | 1946–1956     |
| Cleveland-Klasse       | CL              | 27/0                         | 1942–1969     |
| Baltimore-Klasse       | CA              | 14/0                         | 1943–1980     |
| Alaska-Klasse          | CB              | 2/0                          | 1944–1947     |
| Fargo-Klasse           | CL              | 2/0                          | 1945–1970[1]  |
| Oregon-City-Klasse     | CA              | 3/0                          | 1946–1961     |
| Des-Moines-Klasse      | CA              | 3/0                          | 1948–1975     |
| Worcester-Klasse       | CL              | 2/0                          | 1948–1958     |
| Boston-Klasse          | CAG             | 2/0                          | 1955–1970     |
| Galveston-Klasse       | CLG             | 3/0                          | 1958–1979     |
| Albany-Klasse          | CG              | 3/0                          | 1958–1991     |
| Providence-Klasse      | CLG             | 3/0                          | 1959–1974     |
| Long-Beach-Klasse      | CLGN / CGN      | 1/0                          | 1961–1995     |
| Leahy-Klasse           | DLG / CG        | 9/0                          | 1962–1994     |
| Bainbridge-Klasse      | DLGN / CGN      | 1/0                          | 1962–1996     |
| Belknap-Klasse         | DLG / CG        | 9/0                          | 1964–1994     |
| Truxtun-Klasse         | DLGN / CGN      | 1/0                          | 1967–1995     |
| California-Klasse      | DLGN / CGN      | 2/0                          | 1974–1998     |
| Virginia-Klasse        | CGN             | 4/0                          | 1976–1998     |
| Ticonderoga-Klasse     | DDG / CG        | 27/9                         | seit 1983     |

* Betriebszeit der Klasse entspricht dem Zeitraum zwischen der ersten Indienststellung und der letzten Ausmusterung eines Schiffes der jeweiligen Klasse.
[1] Beide Einheiten der Klasse waren seit 1949/50 stillgelegt und befanden sich in Reserve. Bis zur endgültigen Streichung 1961 bzw. 1970 wurden sie nicht mehr reaktiviert.

## Legende
| Farblegende               |
| ------------------------- |
| Einzelschiffsklasse       |
| Umbau aus anderer Klasse² |
| Unterklasse³              |

²:Diese Schiffe waren bereits als Mitglieder einer anderen Klasse im Dienst und wurden nach Umbauarbeiten bei kurzzeitiger Außerdienststellung einer eigenen Klasse zugeordnet.
³:Diese Schiffe weisen konstruktionsbedingt so große Unterschiede zum eigentlichen Typschiff auf, dass sie als eigene Klasse angesehen werden.
Klassifizierungscodes
ACR – Armoured Cruiser (Panzerkreuzer), vor 1920
PG – Patrol Gunboat (Kanonenboot), vor 1920
C – Cruiser (Kreuzer), bis 1920
CA – zuerst: Sammelbezeichnung für alle vorherigen Kreuzer ab 1920, später: Heavy Cruiser (Schwerer Kreuzer)
CL – Light Cruiser (Leichter Kreuzer)
CLAA – Antiaircraft Cruiser (Flugabwehrkreuzer)
CB – Cruiser Big (Großer Kreuzer, ähnlich einem Schlachtkreuzer)
CAG – Guided Missile Heavy Cruiser (Schwerer Lenkwaffenkreuzer), bis 1975
CLG – Guided Missile Light Cruiser (Leichter Lenkwaffenkreuzer), bis 1975
CLGN – Guided Missile Light Cruiser (Nuclear-Propulsion) (Atomgetriebener leichter Lenkwaffenkreuzer), bis 1975
CGN – Guided Missile Cruiser (Nuclear-Propulsion) (Atomgetriebener Lenkwaffenkreuzer)
CG – Guided Missile Cruise (Lenkwaffenkreuzer)
DLG – Guided Missile Frigate (Lenkwaffenfregatte), bis 1975
DLGN – Guided Missile Frigate (Nuclear-Propulsion) (Atomgetriebene Lenkwaffenfregatte), bis 1975
DDG – Guided Missile Destroyer (Lenkwaffenzerstörer)
IX – Unclassified Miscellaneous Unit (Sonstige)